# Camila Fialkowski
Camila Fialkowski (Vlissingen, 26 januari 1950) is een Nederlandse kinderboekenillustrator. Zij is vooral bekend geworden door haar werk voor de reeks De Griezelbus geschreven door Paul van Loon. Ook tekende zij voor boeken van onder meer Tais Teng en Ton van Reen. Haar naam wordt vermeld in het Kinderboekenmuseum in Den Haag.

## Biografie
Fialkowski werd in 1950 geboren in Vlissingen. In 1968 verhuisde ze naar Breda om grafisch ontwerpen te studeren aan de Academie St Joost. Ze studeerde cum laude af in illustratie. Direct daarna ging ze aan de slag als illustrator voor weekblad Libelle. Later maakte ze illustraties voor kindertijdschriften als Okki en Taptoe en volgden er vele kinderboeken en lesmethodes.
Camila Fialkowski is getrouwd en heeft een dochter en twee kleinkinderen.
- Digitale Bibliotheek voor de Nederlandse Letteren: fial001
- Gemeinsame Normdatei: 133186717
- International Standard Name Identifier: 0000 0000 7875 7661
- Library of Congress Control Number: no2006068180
- Nederlandse Thesaurus van Auteursnamen: 073982830
- Virtual International Authority File: 1195018
- WorldCat: E39PBJbxD4pQ9BKyMR4CWrKTpP